# 沢田純三
沢田 純三（さわだ じゅんぞう、1919年10月16日 - 2000年1月9日）は、日本の経営者。長野朝日放送初代社長を務めた。東京都出身。

## 経歴
1943年に東京帝国大学文学部を卒業。朝日新聞社で新聞記者、フジテレビジョン、ニッポン放送で解説委員を務め、農林大臣・内閣官房長官各秘書官も歴任し、1965年に東京12チャンネル編成局次長に就任し、1968年に長野放送常務、1975年に専務、1985年に相談役を経て、1987年に長野エフエム放送会長に就任し、1989年には長野朝日放送社長に就任。1996年には会長に就任。
2000年1月9日急性心不全のために死去。80歳没。